# Душичин плавац
Душичин плавац, раније викрама (лат. Pseudophilotes vicrama) врста је лептира из породице плаваца (лат. Lycaenidae).

## Опис врсте
Мали лептир светлоплаве боје са јединственим шарама. Женка је одозго тамнија, али доња страна омогућава лако препознавање.

## Распрострањење и станиште
Живи најчешће на сувим каменитим теренима. Насељава источну Европу.

## Биљке хранитељке
Основне биљке хранитељке су мајчине душице (Thymus spp.).